# Practical Pistol Shooting
Practical Pistol Shooting is een Vlaamse film uit 2006 in een regie van Willem Thijssen en naar een scenario van Paul Pourveur.
De film werd uitgebracht in de Faits Divers reeks van VTM, een reeks waarin ook Verlengd Weekend, Vidange Perdue of De Hel van Tanger verschenen, met bioscoop en dvd verschijning, naast uitzending als televisiefilm.
De schietpartij werd gedraaid in het Waasland Shopping Center.

## Verhaal
Muriel is een succesvol radiologe. Na een schietpartij in een winkelcentrum waarvan zij een slachtoffer is, belandt ze in een onomkeerbare coma. Haar echtgenoot Jonas, haar zuster Edith - die samen met Jonas in een bedrijf werkt - en haar vader bespreken onder elkaar de mogelijkheid van euthanasie voor Muriel. Jonas ontdekt evenwel dat Muriel op het punt stond hem te verlaten. Hij verzet zich tegen de euthanasie en begint het verleden van zijn vrouw te doorzoeken. Hoe meer hij vindt, hoe meer hij geobsedeerd raakt in zijn zoektocht. Edith tracht hem tot rede te brengen maar dat is niet eenvoudig.

## Rolverdeling
| Acteur                | Personage |
| --------------------- | --------- |
| Michael Pas           | Jonas     |
| Jaela Cole            | Muriel    |
| Bien de Moor          | Edith     |
| Thom Hoffman          | Koltès    |
| Rik Van Uffelen       | Vader     |
| Tom Van Bauwel        | Karel     |
| Ben Van Ostade        | Advocaat  |
| Kristine Van Pellicom | Iris      |
| An Vanderstighelen    | Ingrid    |
| Maurice De Grauwe     |           |